# Fronteira Guiné–Senegal
A fronteira entre a Guiné e o Senegal é uma linha de 330 km de comprimento, direção oeste-leste, que separa o sul do leste do Senegal do território da Guiné. Se estende entre a tríplice fronteira Senegal-Guiné-Mali a leste até a fronteira tríplice dos dois países com a Guiné-Bissau.
Separa a Região de Tambacounda do Senegal da região Labé da Guiné. Passa nas proximidades da planície Fouta Djalon na Guiné e do monte Kedougu no Senegal.
Com a independência em 1958 destas duas colônias francesas, ficou definida essa fronteira internacional. Entre 1959 e 1960, enquanto o Senegal e Mali formaram juntos um único país, a Federação do Mali, nação que formava fronteira mais longa com a Guiné para o leste. Tal fronteira ia até um ponto tríplice com o noroeste da Costa do Marfim.

## Descrição
A fronteira começa a oeste na tríplice fronteira com a Guiné-Bissau, seguindo para leste através de uma série de linhas terrestres irregulares e alguns rios (nomeadamente o Mitji, Termossé e Soudoul), antes de terminar na tríplice fronteira do Mali a leste no rio Balinko.